# Agencia Suiza para Desarrollo y Cooperación
Agencia Suiza para el Desarrollo y la Cooperación (conocida en español como COSUDE, en inglés como SDC) es una agencia de la administración federal de Suiza y parte del Departamento Federal de Asuntos Exteriores. Junto con otras oficinas federales es responsable de la coordinación total de las actividades suizas de cooperación internacional, cooperación con Europa Oriental y ayuda humanitaria.
Desde el 2008 es dirigido por Martin Dahinden, cuenta con un personal de 536 empleados, no tiene ingresos y sus gastos anuales ascienden a 1,433 millones de francos suizos.

## Organización y tareas
Su constitución declara que Suiza contribuíra al alivio de las dificultades y la pobreza en el mundo, respetara los derechos humanos, la promoción de la democracia y la coexistencia pacífica de las naciones. La SCD es la encargada de poner en práctica esta misión.
Las actividades del SDC se dividen en tres áreas:
- En el contexto de cooperación al desarrollo bilateral y multilateral, promueve la autosuficiencia económica, trabaja para mejorar las condiciones de producción, asiste en relación con problemas ambientales y ayuda a asegurar un mejor acceso a la educación y la atención de salud para los pobres.
- La misión de la agencia en relación con la ayuda humanitaria es la de salvar vidas y aliviar el sufrimiento. Durante la existencia de conflictos armados y después de desastres naturales, proporciona auxilio a través de la Unidad Suiza de Ayuda Humanitaria y apoya a organizaciones similares como la Cruz Roja.
- Ayuda a los países de Europa Oriental y a la Comunidad de Estados Independientes (CEI) a hacer la transición a la democracia y la economía de mercado.

La cooperación al desarrollo suiza bilateral se ha enfocado desde el 2008 prioritariamente en 17 países de África, Asia y América Latina. La cooperación con Europa Oriental se centra en diez países en el Sudeste de Europa y la CEI. A nivel multilateral trabaja con algunas agencias de las Naciones Unidas, el Banco Mundial y bancos de desarrollo regionales.